# Oros Panachaiko – Syragkes Panagopoulas
Oros Panachaiko – Syragkes Panagopoulas este o arie protejată (arie specială de conservare — SAC, sit de importanță comunitară — SCI) din Grecia întinsă pe o suprafață de 12.722,22 ha, integral pe uscat.

## Localizare
Centrul sitului Oros Panachaiko – Syragkes Panagopoulas este situat la coordonatele 38°12′12″N 21°52′37″E / 38.203435°N 21.877043°E.

## Înființare
Situl Oros Panachaiko – Syragkes Panagopoulas a fost declarat sit de importanță comunitară în aprilie 1997 pentru a proteja 10 specii de animale. Situl a fost protejat și ca arie specială de conservare în martie 2011.

## Biodiversitate
Situată în ecoregiunea mediteraneană, aria protejată conține 8 habitate naturale: Lande oro-mediteraneene cu formațiuni endemice de grozamă, Matorral arborescenți cu Juniperus spp., Sarcopoterium spinosum phryganas, Formațiuni ierboase bogate în specii de Nardus, dezvoltate pe substraturi silicioase în zone montane (și în zone submontane, în Europa continentală), Grohotișuri est-mediteraneene, Pante stâncoase calcaroase cu vegetație casmofită, Peșteri inaccesibile publicului, Păduri de Platanus orientalis și Liquidambar orientalis (Platanion orientalis).
La baza desemnării sitului se află mai multe specii protejate:
- nevertebrate (4): croitorul mare al stejarului (Cerambyx cerdo), Euplagia quadripunctaria, rădașcă (Lucanus cervus), Morimus asper funereus
- pești (1): Barbus peloponnesius
- reptile (5): șarpele cu patru dungi (Elaphe quatuorlineata), țestoasa de baltă (Emys orbicularis), țestoasă bănățeană (Testudo hermanni), Testudo marginata, elaphe situla (Zamenis situla)

Pe lângă speciile protejate, pe teritoriul sitului au mai fost identificate 27 de specii de plante, 7 specii de amfibieni, 9 specii de mamifere, 7 specii de reptile.